# Kabelbaum

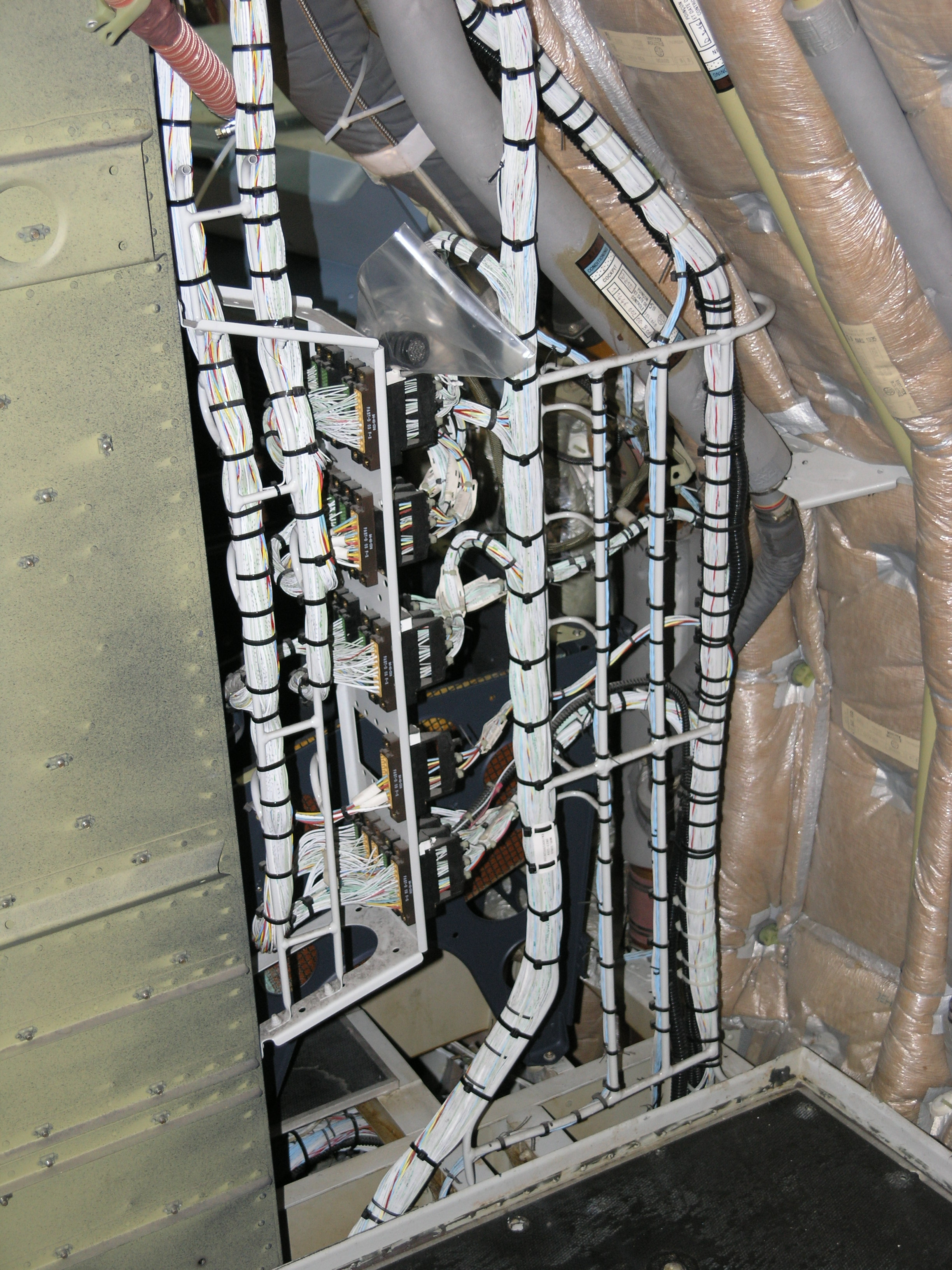
Kabelbaum mit Kabelbindern in einem Airbus A320

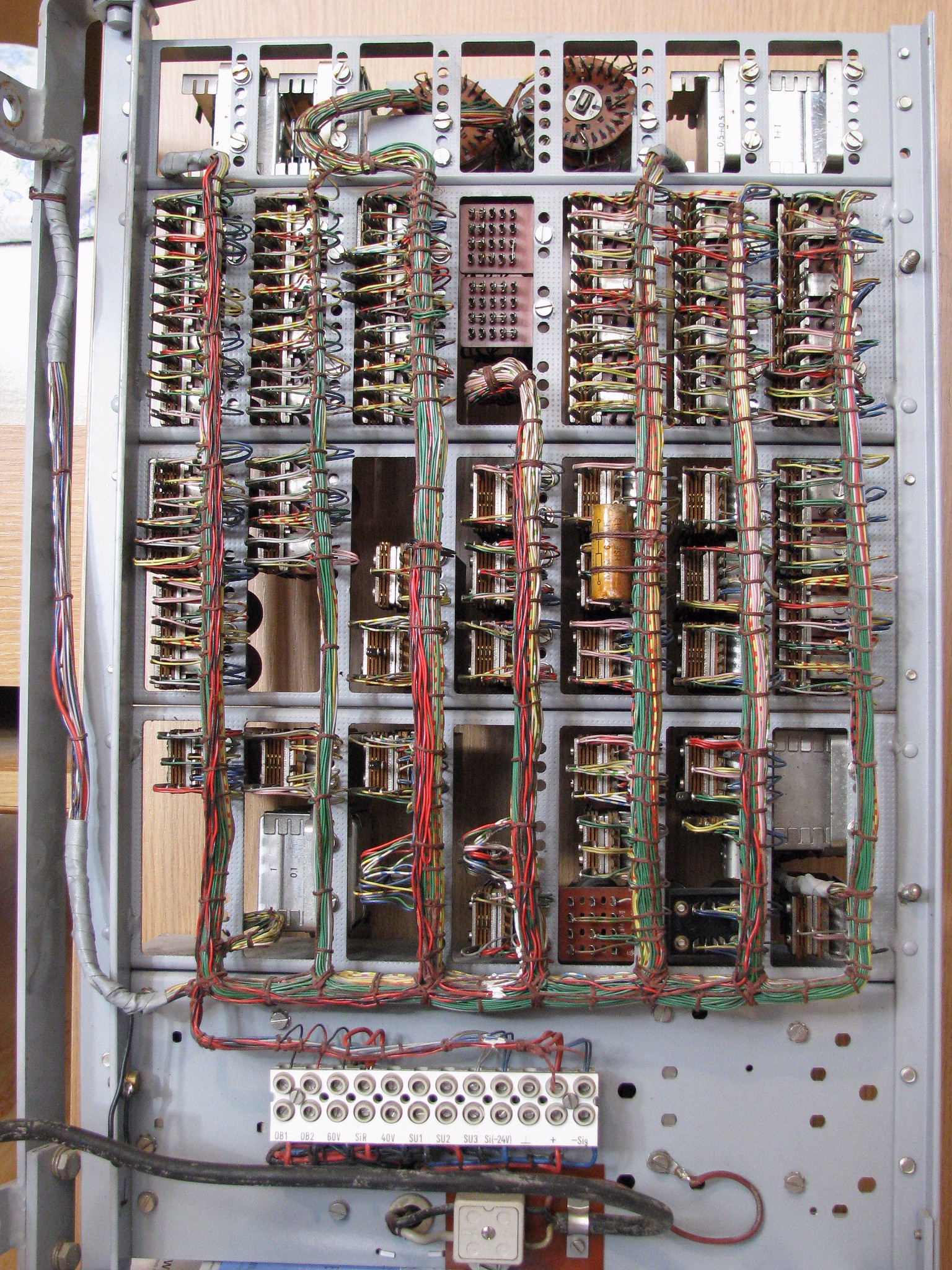
Zu einem Kabelbaum gebündelte elektrische Leitungen in einer Telefonanlage älterer Bauart

Ein Kabelbaum ist eine, oft konfektionierte, Bündelung einzelner Leitungen, die Signale (Information) oder Arbeitsströme (Energie) übertragen. Die Leitungen werden als Kabelstrang geführt und ummantelt oder durch Schellen, Kabelbinder, Bindegarn oder Schläuche zusammengehalten.

## Fertigung
Die Kabel werden nach Konstruktionsangaben auf einer speziellen Werkbank oder auf einem Nagelbrett (Formbrett) zu einem Kabelbaum kombiniert und miteinander verklammert. Dieser nur noch begrenzt flexible Baum wird dann eingebaut.
Kabelbäume werden in der Regel nach den geometrischen und elektrischen Anforderungen konfektioniert.
Trotz voranschreitender Automatisierung werden Kabelbäume in der Fahrzeugindustrie weiterhin manuell gefertigt, was auch in absehbarer Zukunft so bleiben wird. Dies liegt zum größten Teil an den vielen verschiedenen beteiligten Bewegungsabläufen, wie z. B.
- das Einfädeln von Kabeln oder Litzen in Schläuche oder das Auffädeln von Schrumpfschläuchen,
- das Umwickeln mit Gewebeband, insbesondere auch an Abzweigungen von Leitungssträngen,
- das Anschlagen von Kontakten an die Leitungen, insbesondere bei sogenannten Doppelanschlägen (zwei Leitungen an einem Kontakt),
- das Ineinanderstecken von Schläuchen,
- das Fixieren von Strängen mit Band, Schellen oder Kabelbindern.

Diese Bewegungsabläufe sind teilweise schlecht automatisierbar (z. B. durch Roboter). Trotzdem sind diese Tätigkeiten auch mit geringer beruflicher Qualifikation schnell zu erlernen. Damit ist manuelle Fertigung nach wie vor kostengünstiger als eine Automatisierung. Bei bestimmten Fahrzeugen wie den LKW kommt eine große Variantenvielfalt hinzu (bedingt durch verschiedene Konfigurationen und Fahrzeuglängen), die eine sehr geringe Losgröße (bis zu 1) zur Folge hat. Trotzdem werden unterschiedliche Varianten an denselben Formbrettern gefertigt. Gerade hier ist der Mensch gegenüber der Maschine immer noch im Vorteil, da er sich in kurzer Zeit (ohne „Reprogrammierung“) auf unterschiedliche Varianten umstellen kann. Zur Reduktion der Variantenvielfalt lassen sich Mengen von Kabelbaumvarianten zu Stufen (Stufenkabelbaum) zusammenfassen. 
Die Vorfertigung kann teilweise automatisiert werden. Dies betrifft u. a.
- das Schneiden von Einzelleitungen (Schneidemaschine),
- das Anschlagen von Kontakten an einer oder beiden Seiten einer Leitung,
- das teilweise Bestücken der Steckergehäuse mit vorkontaktierten Leitungen (Modul),
- das Verschweißen mehrerer Leitungsenden (Schweißautomat),
- das Verdrillen von Leitungen,
- das Bandagieren von Leitungen zu Islolationszwecken

Die Prüfung der elektrischen Funktion eines Kabelbaums kann mit Hilfe eines Prüftisches durchgeführt werden. Der Prüftisch wird dazu vorher mit den Daten des Schaltplans programmiert.

## Wirtschaftlicher Nutzen
Vorteile eines Kabelbaums gegenüber einer Verkabelung mit einzelnen Leitungen:
- Der benötigte Platz wird optimiert, geringeres Einbauvolumen.
- Der Einbau benötigt weniger Zeit.
- Die Wahrscheinlichkeit, dass Bauteile falsch angeschlossen werden, sinkt.
- Die Wartung wird erleichtert.
- Ein Kabelbaum bietet einen zusätzlichen Schutz, z. B. gegen Erschütterungen, Abrieb und Wettereinflüsse.
- Durch Standardisierung des Prozesses wird das Verkabeln wirtschaftlicher.
- Die Störaussendung (Elektromagnetische Verträglichkeit (EMV)) kann sich verringern.

## Kabelbäume in der Tontechnik
Der in der Tontechnik (Bühne und Studio) gebräuchliche Kabelbaum zur Übertragung von Audiosignalen wird auch Multicore genannt.

## Kabelbäume / Harnesse in der Netzwerktechnik
In der Netzwerkverkabelung sind Harnesse typischerweise Adaptionskabel, die von einem Mehrfaserstecksystem wie dem MPO-Stecker die vorhandenen 12 Fasern auf 6 Duplexsteckverbinder wie z. B. LC oder SC-Stecker aufteilen.

## Fachliteratur
- Robert Bosch (Hrsg.): Autoelektrik Autoelektronik. 5., vollständig überarbeitete und erweiterte Auflage. Vieweg & Sohn Verlag, Wiesbaden 2007, ISBN 978-3-528-23872-8.